# Фурмановский район
Фу́рмановский район — административно-территориальная единица (район) и муниципальное образование (муниципальный район) на северо-западе Ивановской области России.
Административный центр — город Фурманов.

## География
Расположен в северной части Ивановской области и граничит на севере с Костромской областью, на северо-востоке — с Приволжским, на юго-востоке — с Родниковским, на юге — с Ивановским, на западе — с Комсомольским районами. Площадь района — 763,2 км² (3,6 % территории области).

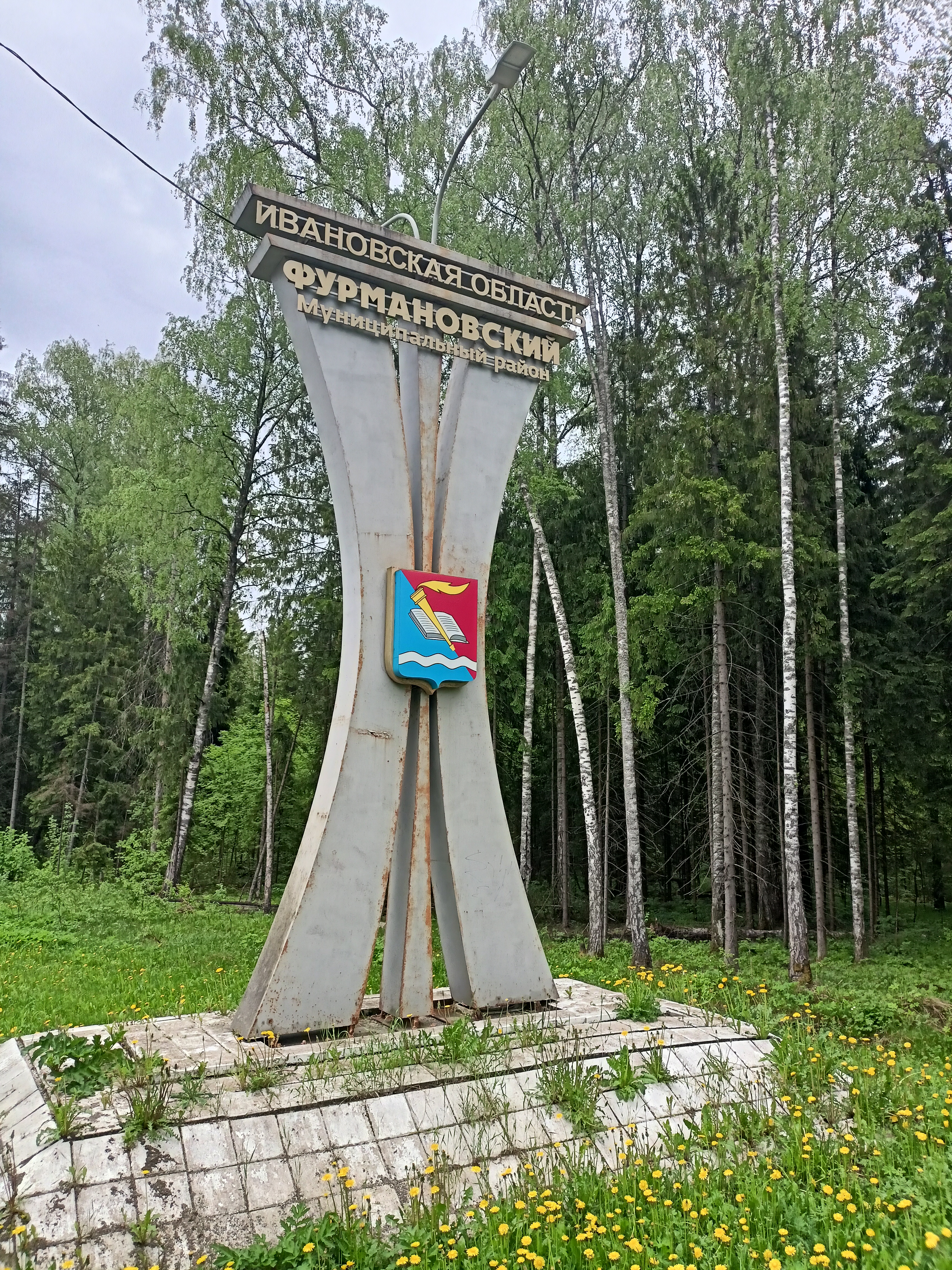

Район находится на пересечении ряда транспортных магистралей, в частности — железной дороге «Ярославль—Иваново» и автомобильной дороге «Иваново—Кострома». До ближайшей крупной водной артерии — реки Волга — 30 км, от железнодорожной станции «Фурманов» до железнодорожной станции «Иваново» Северной железной дороги — 42,8 км, от областного центра до границы Фурмановского муниципального района − 15 км. В районе 82,5 % дорог имеют твердое покрытие. 70 % населённых пунктов обеспеченны регулярным транспортным сообщением. С юга на север через центр Фурманова протекает река Шача с притоком (р. Змейка).
Природные ресурсы
В числе полезных ископаемых, добываемых на территории района — гравий, песок и глина. Предполагаемые запасы песчано-гравийной смеси более 80 млн тонн. Основным промышленно-сырьевым ресурсом на территории района является лес. Из топливно-энергетических ресурсов в районе представлен торф. 36,1 % территории района занимают земли сельскохозяйственного назначения, 46,4 % — леса.
Рядом с деревней Широково и деревней Исаевское находится Исаевский нагульный пруд.

## История
14 января 1929 года в составе Шуйского округа Ивановской Промышленной области был образован Середской район. В него вошли Яковлевская и Плесская волости и большие части Середской и Острецовской волостей бывшего Середского уезда Иваново-Вознесенской губернии. В район вошли сельсоветы: Аминевский, Георгиевский, Горко-Чириковский, Горшковский, Игнатовский, Ильинский, Иванцевский, Красинский, Креневский, Кунестинский, Малуевский, Марьинский, Медведковский, Новинковский, Новинский, Новский, Никольский, Олюковский, Петрунинский, Погостский, Рождественский, Сараевский, Снетиновский, Толпыгинский, Фряньковский, Широковский, Шухомошский, Юрьевский, Яковлевский. 9 августа 1929 года Петрунинский сельсовет переименован в Меленковский. В сентябре 1930 года Новинский сельсовет переименован в Анненский, а Новинковский — в Душиловский. В августе 1931 года Душиловский, Иванцевский и Малуевский сельсоветы объединены в Каликинский сельсовет, Аминевский сельсовет ликвидирован. 1 января 1932 года к району причислен Бибиревский сельсовет Ивановского района. 20 июня 1932 года в район переданы Бардуковский и Шараповский сельсоветы Писцовского района. В 1935 году Бибиревский сельсовет отошёл к Ивановскому району. В марте 1946 года к образованному Приволжскому району отошли сельсоветы: Анненский, Георгиевский, Горко-Чириковский, Горшковский, Красинский, Креневский, Кунестинский, Меленковский, Новский, Рождественский, Толпыгинский, Яковлевский. 18 июня 1954 года в результате укрупнения ликвидированы Никольский, Олюковский, Шухомошский, Ильинский, Игнатовский, Сараевский, Бардуковский сельсоветы.
1 февраля 1963 года был образован Фурмановский сельский район, в который вошли Середской и Приволжский районы, за исключением посёлка Дуляпино, переданного в подчинение Фурмановскому горсовету. 13 января 1965 года Фурмановский сельский район преобразован в район. 12 августа 1974 года переименованы сельсоветы Медведковский — в Панинский, Креневский — в Филисовский. В ноябре 1976 года упразднены Каликинский, Фряньковский и Юрьевский сельсоветы, образованы Дуляпинский и Хромцовский сельсоветы. 12 декабря 1977 года упразднены Филисовский и Горшковский сельсоветы, образованы Новский и Плесский. В 1979 году образован Утесский сельсовет. 4 мая 1983 года в состав восстановленного Приволжского района переданы города Плёс, Приволжск и сельсоветы: Горко-Чириковский, Красинский, Кунестинский, Новский, Рождественский, Плесский, Толпыгинский, Утесский.
На 1 января 2001 года в состав района входили город Фурманов, рабочий посёлок Дуляпино и 7 сельсоветов: Дуляпинский, Иванковский, Марьинский, Панинский, Снетиновский, Хромцовский, Широковский.
В 2005 году в рамках организации местного самоуправления был образован муниципальный район.

## Население
| 1939    | 1959    | 1970    | 1979    | 1989    | 2002    | 2009    | 2010    | 2011    |
| ------- | ------- | ------- | ------- | ------- | ------- | ------- | ------- | ------- |
| 93 053  | ↘16 819 | ↗49 422 | ↗54 832 | ↗55 810 | ↘47 398 | ↘44 349 | ↘42 877 | ↘42 766 |
| 2012    | 2013    | 2014    | 2015    | 2016    | 2017    | 2018    | 2019    | 2020    |
| ↘42 323 | ↘42 018 | ↘41 870 | ↘41 478 | ↘41 091 | ↘40 636 | ↘40 174 | ↘39 560 | ↘39 319 |
| 2021    |         |         |         |         |         |         |         |         |
| ↘34 537 |         |         |         |         |         |         |         |         |

### Урбанизация
Городское население (город Фурманов) составляет 86,04 % населения района.

### Национальный состав
По итогам переписи населения 2020 года проживали следующие национальности (национальности менее 0,1 % и другое, см. в сноске к строке «Другие»):
| Национальность | Численность, чел. | Доля     |
| -------------- | ----------------- | -------- |
| Русские        | 31 292            | 90,60 %  |
| Татары         | 125               | 0,36 %   |
| Украинцы       | 111               | 0,32 %   |
| Азербайджанцы  | 102               | 0,30 %   |
| Армяне         | 76                | 0,22 %   |
| Марийцы        | 42                | 0,12 %   |
| Другие         | 2789              | 8,08 %   |
| Итого          | 34 537            | 100,00 % |

## Муниципально-территориальное устройство
В муниципальный район входят 6 муниципальных образований, в том числе 1 городское и 5 сельских поселений.
| № | Муниципальное образование        | Административный центр | Количество населённых пунктов | Население (чел.) | Площадь (км²) |
| - | -------------------------------- | ---------------------- | ----------------------------- | ---------------- | ------------- |
| 1 | Фурмановское городское поселение | город Фурманов         | 1                             | ↘29 715          | 15,86         |
| 2 | Дуляпинское сельское поселение   | село Дуляпино          | 17                            | ↘831             | 209,22        |
| 3 | Иванковское сельское поселение   | деревня Иванково       | 32                            | ↘1498            | 206,24        |
| 4 | Панинское сельское поселение     | деревня Панино         | 16                            | ↘817             | 81,39         |
| 5 | Хромцовское сельское поселение   | село Хромцово          | 13                            | ↘905             | 73,66         |
| 6 | Широковское сельское поселение   | село Широково          | 26                            | ↘771             | 176,83        |

## Населённые пункты
В Фурмановском районе 105 населённых пунктов, в том числе 1 городской (город) и 104 сельских.
| №   | Населённый пункт | Тип     | Население | Муниципальное образование        |
| --- | ---------------- | ------- | --------- | -------------------------------- |
| 1   | Фурманов         | город   | ↘29 715   | Фурмановское городское поселение |
| 2   | Аброниха         | деревня | 0         | Иванковское сельское поселение   |
| 3   | Акульцево        | деревня | 38        | Широковское сельское поселение   |
| 4   | Алексино         | деревня | 4         | Широковское сельское поселение   |
| 5   | Бабино           | деревня | 48        | Панинское сельское поселение     |
| 6   | Бакшеево         | деревня | 16        | Панинское сельское поселение     |
| 7   | Балахна          | деревня | →0        | Дуляпинское сельское поселение   |
| 8   | Баскаково        | деревня | 22        | Широковское сельское поселение   |
| 9   | Белино           | деревня | 140       | Панинское сельское поселение     |
| 10  | Белькашево       | деревня | 8         | Иванковское сельское поселение   |
| 11  | Березники        | село    | ↗36       | Хромцовское сельское поселение   |
| 12  | Ботеево          | деревня | 61        | Панинское сельское поселение     |
| 13  | Быково           | деревня | 27        | Панинское сельское поселение     |
| 14  | Вакорино         | деревня | 1         | Хромцовское сельское поселение   |
| 15  | Василево         | деревня | 0         | Иванковское сельское поселение   |
| 16  | Вахрово          | деревня | 0         | Хромцовское сельское поселение   |
| 17  | Введенское       | село    | ↘21       | Панинское сельское поселение     |
| 18  | Верино           | деревня | 5         | Широковское сельское поселение   |
| 19  | Вондога          | деревня | 40        | Иванковское сельское поселение   |
| 20  | Ворончиха        | деревня | 2         | Панинское сельское поселение     |
| 21  | Выгузово         | деревня | 0         | Иванковское сельское поселение   |
| 22  | Высоково         | деревня | 0         | Иванковское сельское поселение   |
| 23  | Вязовское        | село    | ↘7        | Широковское сельское поселение   |
| 24  | Головино         | деревня | 0         | Иванковское сельское поселение   |
| 25  | Головино         | деревня | 0         | Широковское сельское поселение   |
| 26  | Голчаново        | деревня | 46        | Широковское сельское поселение   |
| 27  | Деревеньки       | деревня | 3         | Широковское сельское поселение   |
| 28  | Домовицы         | село    | ↘27       | Иванковское сельское поселение   |
| 29  | Дуляпино         | село    | ↘1261     | Дуляпинское сельское поселение   |
| 30  | Душилово         | деревня | 25        | Широковское сельское поселение   |
| 31  | Ермолино         | село    | ↗41       | Иванковское сельское поселение   |
| 32  | Жуково           | деревня | ↗5        | Дуляпинское сельское поселение   |
| 33  | Захарьино        | деревня | 66        | Иванковское сельское поселение   |
| 34  | Земляничный      | деревня | 246       | Широковское сельское поселение   |
| 35  | Иванково         | деревня | ↘742      | Иванковское сельское поселение   |
| 36  | Иванцево         | село    | ↘64       | Дуляпинское сельское поселение   |
| 37  | Игнатовское      | село    | ↘21       | Иванковское сельское поселение   |
| 38  | Игрищи           | деревня | ↗13       | Дуляпинское сельское поселение   |
| 39  | Ильинское        | деревня | →0        | Дуляпинское сельское поселение   |
| 40  | Ильинское        | село    | ↗16       | Панинское сельское поселение     |
| 41  | Исаевское        | деревня | 23        | Широковское сельское поселение   |
| 42  | Каликино         | деревня | ↗45       | Дуляпинское сельское поселение   |
| 43  | Калинино         | деревня | 22        | Иванковское сельское поселение   |
| 44  | Каргашино        | деревня | 0         | Широковское сельское поселение   |
| 45  | Каризино         | деревня | 5         | Иванковское сельское поселение   |
| 46  | Клевнево         | деревня | 1         | Широковское сельское поселение   |
| 47  | Климово          | деревня | 12        | Широковское сельское поселение   |
| 48  | Койгоры          | деревня | ↘1        | Дуляпинское сельское поселение   |
| 49  | Косогоры         | деревня | 111       | Широковское сельское поселение   |
| 50  | Котово           | деревня | 170       | Иванковское сельское поселение   |
| 51  | Лемятиха         | деревня | 0         | Иванковское сельское поселение   |
| 52  | Лопатино         | деревня | 15        | Панинское сельское поселение     |
| 53  | Максимовка       | деревня | 17        | Иванковское сельское поселение   |
| 54  | Маланино         | деревня | 0         | Хромцовское сельское поселение   |
| 55  | Малаховская      | деревня | 15        | Хромцовское сельское поселение   |
| 56  | Малуево          | деревня | ↗11       | Дуляпинское сельское поселение   |
| 57  | Марьинское       | село    | ↘211      | Хромцовское сельское поселение   |
| 58  | Медведково       | село    | ↘32       | Панинское сельское поселение     |
| 59  | Михайловское     | село    | ↘82       | Панинское сельское поселение     |
| 60  | Михальково       | село    | ↘10       | Широковское сельское поселение   |
| 61  | Морозово         | деревня | 10        | Широковское сельское поселение   |
| 62  | Мостечное        | деревня | ↘26       | Хромцовское сельское поселение   |
| 63  | Никольское       | село    | ↗168      | Широковское сельское поселение   |
| 64  | Никульское       | деревня | 47        | Иванковское сельское поселение   |
| 65  | Новинки          | деревня | ↘6        | Хромцовское сельское поселение   |
| 66  | Новино           | деревня | 1         | Панинское сельское поселение     |
| 67  | Новое Первое     | деревня | 13        | Хромцовское сельское поселение   |
| 68  | Олюково          | деревня | 10        | Иванковское сельское поселение   |
| 69  | Панино           | деревня | 3         | Иванковское сельское поселение   |
| 70  | Панино           | деревня | ↘306      | Панинское сельское поселение     |
| 71  | Паньково         | деревня | 34        | Широковское сельское поселение   |
| 72  | Первое Мая       | деревня | 0         | Широковское сельское поселение   |
| 73  | Петрушиха        | деревня | 72        | Широковское сельское поселение   |
| 74  | Погост           | село    | ↘225      | Иванковское сельское поселение   |
| 75  | Попадинки        | деревня | 3         | Иванковское сельское поселение   |
| 76  | Попадино         | деревня | 0         | Иванковское сельское поселение   |
| 77  | Приволье         | деревня | 24        | Иванковское сельское поселение   |
| 78  | Пяльцево         | деревня | 0         | Широковское сельское поселение   |
| 79  | Реньково         | деревня | 64        | Иванковское сельское поселение   |
| 80  | Реутово          | деревня | 0         | Широковское сельское поселение   |
| 81  | Рожство          | деревня | ↗1        | Дуляпинское сельское поселение   |
| 82  | Сафроново        | деревня | 3         | Иванковское сельское поселение   |
| 83  | Скоково          | деревня | 5         | Хромцовское сельское поселение   |
| 84  | Слабунино        | деревня | 29        | Хромцовское сельское поселение   |
| 85  | Снетиново        | деревня | 186       | Иванковское сельское поселение   |
| 86  | Собанцеево       | деревня | ↗16       | Дуляпинское сельское поселение   |
| 87  | Спас-Нозыга      | село    | →0        | Иванковское сельское поселение   |
| 88  | Старостино       | деревня | 14        | Иванковское сельское поселение   |
| 89  | Ступино          | деревня | ↘3        | Дуляпинское сельское поселение   |
| 90  | Твердислово      | деревня | 0         | Широковское сельское поселение   |
| 91  | Филиковка        | деревня | 5         | Хромцовское сельское поселение   |
| 92  | Фоминское        | село    | →0        | Дуляпинское сельское поселение   |
| 93  | Фоминское        | деревня | 33        | Иванковское сельское поселение   |
| 94  | Фряньково        | деревня | ↘147      | Панинское сельское поселение     |
| 95  | Хлябово          | деревня | 0         | Иванковское сельское поселение   |
| 96  | Хромцово         | село    | ↗1069     | Хромцовское сельское поселение   |
| 97  | Цветаево         | деревня | 3         | Широковское сельское поселение   |
| 98  | Шарапово         | деревня | ↗3        | Дуляпинское сельское поселение   |
| 99  | Шевлягино        | деревня | ↗10       | Дуляпинское сельское поселение   |
| 100 | Широково         | село    | ↘163      | Широковское сельское поселение   |
| 101 | Шульгино         | деревня | 72        | Панинское сельское поселение     |
| 102 | Шухомош          | село    | ↗16       | Иванковское сельское поселение   |
| 103 | Юрьевское        | село    | ↗77       | Дуляпинское сельское поселение   |
| 104 | Языково          | деревня | 3         | Панинское сельское поселение     |
| 105 | Яковлевское      | деревня | ↘7        | Дуляпинское сельское поселение   |

В 2003 году посёлок городского типа Дуляпино был переведён в категорию сельских населённых пунктов.
Упразднённые населённые пункты:
- 1997 год — деревни Сочелы, Скоморохово, Потеряево[25].

## Промышленность и сельское хозяйство
Наибольшую долю в структуре промышленного производства занимает текстильное и швейное производство (39 %), в ней занято 49,3 % работающего населения. Текстильное производство сложилось в районе исторически. Ещё в XIX веке в селе Середа, на месте которого возник районный центр, уже работали 2 фабрики, а в 1957 году было начато строительство прядильно-ткацкой фабрики № 3 (ныне входит в холдинг «Шуйские ситцы»). После распада СССР выпуск текстильной продукции резко сократился, что было связано в основном с трудностями с сырьём, большим количеством дешевого импорта. Местная текстильная промышленность, также как другие виды промышленного производства района, в 1992—1995 гг. пережила значительный спад.
В 2010 году отгружено товаров собственного производства, выполнено работ и услуг собственными силами по обрабатывающим видам деятельности по крупным и средним предприятиям — 1,33 млрд руб.
Активное развитие промышленности было связано в районе с высоким уровнем железнодорожной инфраструктуры. Через территорию района пролегает магистраль «Ярославль — Иваново», которую связывают с предприятиями многочисленные железнодорожные ветки.
В районе созданы и работают сельскохозяйственные предприятия, крестьянско-фермерские хозяйства, которые выращивают овощные культуры (картофель, лук, морковь), занимаются молочным и мясным скотоводством. В деревне Исаевское на Исаевском нагульном пруду рыбхоз Широково осуществляет разведение карпа.

## Архитектура и культура

### Храм Вознесения Господня (приход Вознесенской церкви)
Старейшая (XVIII—XIX века) фурмановская церковь. В народе храм называют «Белым», отличая от местного Храма Божией Матери «Всех Скорбящих Радости» из красного кирпича. Деревянная Вознесенская церковь впервые упоминается в 1614 году. Кирпичный храм возведен в 1727 году по челобитью владельца села генерал — майора князя И. Ф. Барятинского — и кардинально перестроена во второй половине XIX века. Данный храм ценен в научном и художественном отношении, так как древняя часть (трапезная, алтарь, основание колокольни) относится к XVIII веку. Остальные части храма — конец XIX века. Церковь типологически относится к трёхчастным, бесстолпным, одноапсидным храмам с полуциркульным в плане алтарём, обширной бесстолпной трапезной и ярусной колокольней. Храм относится к типу крестово-купольных, многоглавных церквей с тремя алтарями — центральным прямоугольным и двумя боковыми полукруглыми. Верхние объёмы храма и колокольни не сохранились. Судя по первоначальному декору, сохранившемуся в верхней части четверика, храм был выдержан в традициях допетровского зодчества.

### Михайловская церковь (Свято-Михаило-Архангельский приход)
История храма связана с костромским Свято-Троицким Ипатьевским монастырем. По преданию, монахами именно этого монастыря, на этом месте была построена первая деревянная церковь. Соответствующее упоминание в 1565 году в сотной с книг костромских, книг князя Александра Димитриевича Данилова да Ондрея Васильева сына Тимофеевича Безносова со товарищи: «Монастырь Ипацкий… Ипацкого же монастыря в Костромском уезде в Елецкой волости село Михайловское на реке на Шаче, дано князю Давиду Феодоровичу Галицкому…» (С. Шумахов. Костромские сотницы. М., 1903). Каменный храм с колокольней, по данным книг описей церковного имущества, «построен в 1819 году усердием прихожан, взамен деревянного 1701 года разобранного за ветхостью». По рассказам старожилов, недалеко от храма монахами были выкопаны пещеры, где они жили. В храме в то время два престола: в холодной — в честь Архангела Михаила, в теплой — во имя св. Тихона Амафунтского. На протяжении почти двухсот лет храм не прекращал служения, даже в период Великой Отечественной войны. Только в конце войны случилась нужда в священнике. По словам старожилов, три прихожанина отправились на поклон в Москву, к Сталину. Тот принял их, выслушал, ничего не ответив, все же прислал священника. В советское время, практически, это был единственный доступный храм в Фурмановском районе. В 1955—1972 годах в храме служил преподобный Леонтий, архимандрит Михайловский, чудотворец, канонизированный на Юбилейном соборе 2000 года в числе российских новомучеников и исповедников. Святые мощи старца пребывают в храме. Недалеко от храма бьет источник, открывшийся по молитвам преподобного.

### Храм Всех Святых в селе Широково
Храм Всех Святых в селе Широково Фурмановского района Ивановской области. В 2006 году Храму исполнилось 130 лет.
Самое раннее упоминание о церкви в селе Широково встречается в писцовых книгах 1627—1631 гг. Сообщение о ней датируется 1621 годом.
Вторая из записей «135, 136—139 (1627, 1628—1631 — ред.) за Василием Алексеевым Третьяковым в поместье по ввозной грамоте 129 (1621 г. — ред.) за прописью дьяка Ивана Грязьева, что б. в поместье за отцом его село Широково на речке Шаче на Суздальском рубеже, а в селе церковь Благовещения Пресвятой Богородицы стоит без пенья да церковь Всех Святых древяна клетцки…».
Была традиция в праздники Крещения и Всех Святых совершать крестный ход на речку Шача и на целебный источник «Всех Святых».
В середине XIX века деревянная церковь стала ветхой и вместо неё в 1856—1876 годах усердием прихожан в селе построили кирпичную церковь, колокольню и ограду. В храме было три престола в летнем и зимнем пределах: а) во имя Всех Святых (холодный предел); б) во имя святителя Николая Мирликийского (теплый предел); в) Казанской Иконы Божией Матери (теплый предел).
После Октябрьского переворота Храм продолжал действовать несмотря на то, что его методично разрушали: колокольня была разрушена полностью, от ограды остались незначительные фрагменты, утварь и иконы частично были сожжены, частично разворованы. В 30-х гг. церковь окончательно закрыли и использовали в хозяйственных нуждах.
Но пришло время собирать камни. В 2003 году была зарегистрирована православная община и стала регулярно совершаться Божественная Литургия. В настоящее время проводится большая работа по восстановлению Храма: некогда полуразрушенный Храм приобретает первоначальный вид. Обустраивается и территория вокруг Храма. Духовная жизнь в приходе продолжается и развивается.

### Мемориальный музей Дмитрия Фурманова
Музей реанимирован в 2005 году. В экспозиции «Середа. Взгляд из XXI века», посвященной истории города к XIX — начала XX веков, представлена панорама жизни края с его политическими и социальными потрясениями. Выставка построена на подлинниках — документах, живописи, предметах быта, редких книгах, одежде. Живописный ряд представлен работами художника Д. А. Трубникова (1885—1947). В одном из залов музея восстановлена мемориальная комната семьи Фурмановых, где родился и провел свои детские годы Дмитрий Фурманов (1891—1926). Его жизненный и творческий путь представлен и в исторической части экспозиции. Там можно увидеть прижизненные издания автора знаменитого романа «Чапаев», подлинные фотографии и личные письма писателя, чье имя носит город.

### Фурмановская картинная галерея имени Д. А. Трубникова
Галерея создана в 1989 году по инициативе группы энтузиастов, стремившихся сохранить творческое наследие Д. А. Трубникова. В музее представлены историко-археологические и краеведческие экспозиции, проводятся регулярные творческие встречи. Здание музея — жилой дом XIX века, в большей части сохранивший планировку и отделку интерьеров: трёхэтажный особняк с подвальным помещением и подземным ходом. Украшением дома является каменный зал и веранда с выходом в старинный парк.

### Историко-краеведческий музей при высшем профессиональном лицее № 7
В музее, открытом 24 апреля 2002 г., собраны экспонаты, рассказывающие об истории города и района с древнейших времен до наших дней — полезные ископаемые, орудия первобытного человека, бивни мамонта и другие трофеи археологических раскопок. Историко-краеведческие материалы повествуют о прошлом Середы, знакомят с владельцами села, представителями боярских и княжеских родов, которым принадлежали окрестные земли. На стендах — фотографии фабрикантов Клементьевых, Горбуновых, Скворцовых-Павловых, Наседкиных, Стуловых — основателей текстильного производства. Торговая Середа представлена изображениями купеческих особняков и ярмарочных гуляний. В экспозиции отражены годы революции и гражданской войны, период социалистического строительства и создания колхозов, годы Великой Отечественной войны и послевоенного восстановления. Достопримечательностью музея является с исторической точностью воссозданное крестьянское подворье конца XIX века, а также интерьеры жилья горожанина 1940—1950 годов.

### Мемориальная комната-музей ивановского поэта Михаила Дудина в селе Широково
Музей открыт в ноябре 1996 года к 80-летию со дня рождения поэта. Основой фонда стали материалы о жизни и творчестве поэта, литературные сборники Михаила Дудина. Среди ценных экспонатов — книги из личной библиотеки поэта. Большую часть фонда составляют краеведческие материалы: живописные полотна художников В. Журавлёва и Ю. Пятова с видами окрестностей, фотографии различных периодов жизни поэта, ноты песен, написанных на его стихи, аудиокассеты песен, исполненных на Дудинских фестивалях, личные предметы и записи голоса поэта, а также сочинения и рисунки учащихся школ города Фурманова и района, газетно- журнальные материалы, посвященные М. Дудину и собранные в единую книгу «Все, что в душе моей жизни звучало». В день рождения поэта сюда приезжают его друзья из Москвы, Санкт-Петербурга. На фурмановской земле проходит традиционный Дудинский фестиваль.